# 李村区
李村区，中华人民共和国山东省青岛市原辖区。
1914年，日本第一次侵占胶澳地区（今属青岛市）后，将占领区郊区划为李村区。1917年，设立李村民政分署，负责管辖从孤山、水清沟、大山口子、夹岭沟、浮山后、山东头南方高地线以北，至租借地境域以南地区。1921年，日军撤销李村民政分署。1929年9月，南京国民政府复立青岛市李村区，系乡区。1951年8月，青岛市人民政府经中华人民共和国内务部批准，调整李村为郊区九区之一。1954年7月，撤销浮山区，浮山后乡、双山乡划归李村区。1956年后，李村区并入崂山郊区。